# Aaron Solowoniuk
Aaron Solowoniuk est le batteur du groupe de punk rock canadien Billy Talent. D'ascendance polonaise, il est né le 21 novembre 1974 et a grandi à Streetsville, Ontario (en), ON, Canada.
En mars 2006, il a écrit une lettre à ses fans sur le site officiel de Billy Talent. Dans cette lettre, il explique qu'il est atteint de la sclérose en plaques, maladie dépistée chez lui en 1997. La chanson This Is How It Goes de l'album Billy Talent lui est dédiée.